# Telegram (komunikator internetowy)
Telegram – darmowy (niekomercyjny) bazujący na chmurze obliczeniowej komunikator internetowy. Posiada zbliżoną do mikroblogów funkcjonalność (kanały).
Telegram został stworzony w 2013 roku przez braci Nikołaja Durowa i Pawieła Durowa, założycieli VKontakte. Telegram ma siedzibę w Dubaju. Korzysta z niego miesięcznie ponad 1 miliard użytkowników. W rankingu liczby pobrań Telegram znajduje się w pierwszej dziesiątce sieci społecznościowych na świecie.

## Charakterystyka
Użytkownicy mogą wysyłać wiadomości, zdjęcia, filmy i pliki dowolnego typu, a także tworzyć grupy do 200 000 osób lub kanały do nadawania wiadomości do nieograniczonej liczby odbiorców. Kanały mogą być publiczne ze stałym adresem URL i mogą mieć nieograniczoną liczbę członków. Każdy post na kanale ma swój własny licznik wyświetleń. Telegram obsługuje szyfrowane metodą end-to-end połączenia głosowe i wideo, a także czaty głosowe w grupach do 200 000 uczestników. Można używać go na wszystkich urządzeniach jednocześnie – wiadomości są płynnie synchronizowane na dowolnej liczbie telefonów, tabletów lub komputerów.
Klient aplikacji dostępny jest na Androida, iOS, Windows Phone, Windows, macOS, Firefox OS oraz Linux. Telegram umożliwia również opcjonalne szyfrowanie wiadomości end-to-end, niedostępne jednak dla rozmów grupowych oraz wersji „Desktop” programu.
W lutym 2016 roku z aplikacji korzystało ponad 100 mln użytkowników, którzy wysyłali 15 miliardów wiadomości. Nowe funkcje w Telegram 5.8 znacznie ułatwiają dodawanie do kontaktów świeżo poznanych osób – rozwiązuje to problem wymieniania się numerami. Po zatrzymaniach protestujących w Hongkongu i sugestiach, że rząd chiński sprawdza użytkowników grup po numerach telefonu, zostały wprowadzone zmiany, które pozwalają ukryć swój numer telefonu w grupie.
Od sierpnia 2023 roku użytkownicy mogą publikować relacje, podobnie jak na innych platformach.

## Popularność
Telegram jest obecnie jednym z największych na rynku komunikatorów, obok Signala i WhatsAppa. W 2025 r. przekroczył 1 mld aktywnych użytkowników miesięcznie, a jego wartość inwestorzy wyceniają na 30 mld dolarów. Komunikator Telegram jest jedną z 5 najczęściej pobieranych aplikacji na świecie.  
Ogromny wzrost liczby użytkowników Telegramu nastąpił w 2021 r., gdy firma Meta zmieniła politykę WhatsAppa. 

## Krytyka
Model bezpieczeństwa Telegramu spotkał się z poważną krytyką ekspertów w dziedzinie kryptografii. Krytykowali oni trwałe przechowywanie wszystkich kontaktów, wiadomości i multimediów wraz z kluczami deszyfrującymi domyślnie na serwerach komunikatora, a także brak domyślnego szyfrowania typu end-to-end dla wiadomości. Rosyjski przedsiębiorca Pawieł Durow argumentował, że to właśnie dzięki temu można umożliwić użytkownikom dostęp do wiadomości i plików z dowolnego urządzenia. Eksperci w dziedzinie kryptografii skrytykowali ponadto użycie przez firmę Telegram autorskiego protokołu szyfrującego, który nie został sprawdzony jako niezawodny i bezpieczny.
Telegram jest wykorzystywany do rozpowszechniania wiadomości nienawiści oraz nielegalnych działań, takich jak nielegalna pornografia, kontakt między przestępcami i handel nielegalnymi towarami i usługami, takimi jak narkotyki i skradzione dane osobowe. Według Wired Telegram „praktycznie nie stosuje moderacji treści, z wyjątkiem usuwania nielegalnej pornografii i wezwań do przemocy”.
W kwietniu 2023 r. szef Głównego Zarządu Wywiadu Ukrainy Kyryło Budanow stwierdził, że tylko FSB Rosji posiada klucze do Telegramu, podając tym samym w wątpliwość wiarygodność komunikatora.